# سیارک ۸۱۴۴
سیارک ۸۱۴۴ (به انگلیسی: 8144 Hiragagennai، نامگذاری:1982VY2) هشت هزار و صد و چهل و چهارمین سیارک کشف شده‌است که در ۱۴ نوامبر ۱۹۸۲ کشف شد.
قدر مطلق سیارک برابر ۳۳.۸ است.